# Тагиев, Шамиль Микаил оглы
Шамиль Микаил оглы Тагиев (азерб. Şamil Mikayıl oğlu Tağıyev; 1927, Карягинский уезд — 11 мая 1981, Сумгаит) — советский азербайджанский хлопковод и металлург, Герой Социалистического Труда (1950).

## Биография
Родился в 1927 году в селе Ахмедалылар Карягинского уезда Азербайджанской ССР (ныне село в Физулинском районе).
В 1934—1963 годах — тракторист Горадизской МТС, с 1963 года — электролизник Сумгаитского алюминиевого завода. В 1949 году получил в обслуживаемых колхозах урожай хлопка 42,4 центнера с гектара на площади 135 гектаров.
Указом Президиума Верховного Совета СССР от 12 июля 1950 года за получение высоких урожаев хлопка на поливных землях в 1949 году Тагиеву Шамилю Микаил оглы присвоено звание Героя Социалистического Труда с вручением ордена Ленина и золотой медали «Серп и Молот».
Активно участвовал в общественной жизни Азербайджана. Член КПСС с 1966 года.
Скончался 11 мая 1981 года в городе Сумгаит.